# Wielka Synagoga w Sosnowcu
Wielka Synagoga w Sosnowcu – nieistniejąca obecnie, największa synagoga, która znajdowała się w Sosnowcu, przy ulicy Dekerta 16.
Synagoga została zbudowana w 1894 roku na działce przy ówczesnej ulicy Policyjnej. W 1910 roku przeprowadzono jej generalny remont. Podczas II wojny światowej, 9 września 1939 roku, hitlerowcy spalili i wysadzili synagogę, a następnie rozebrali jej ruiny. Obecnie na jej miejscu znajduje się pawilon handlowy.